# Sułoszowa

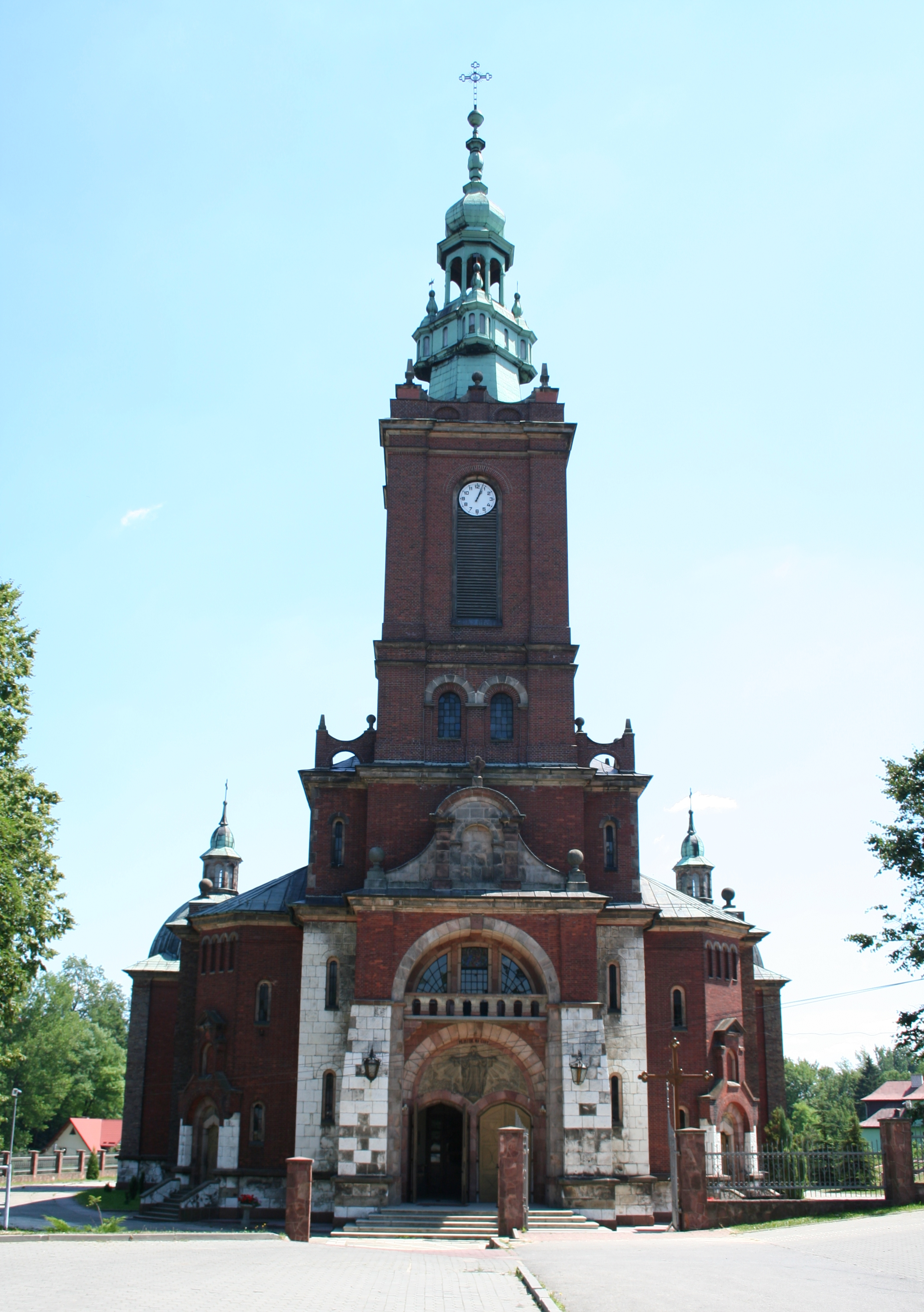
Kościół parafialny pw. Najświętszego Serca Pana Jezusa w Sułoszowej I

Sułoszowa is een dorp in het Poolse woiwodschap Klein-Polen, in het district Krakowski. De plaats maakt deel uit van de gemeente Sułoszowa.

## Trivia
Sułoszowa bestaat uit maar 1 straat. Hierdoor spreid de bevolking van ca. 6000 inwoners zich uit over 9 kilometer lang bebouwing.